# Emma Adler
Emma Adler, geb. Braun (* 20. Mai 1858 in Debreczin, Kaisertum Österreich; † 23. Februar 1935 in Zürich) war eine österreichische Journalistin, Schriftstellerin und Ehefrau des Arztes und Politikers Victor Adler, der die Sozialdemokratische Arbeiterpartei Österreichs begründete. Sie verfasste Biografien, arbeitete in der sozialdemokratischen Presse und leistete einen Beitrag zur Diskussion um Emanzipation und soziale Reformen.

Emma und Victor Adler (um 1880)

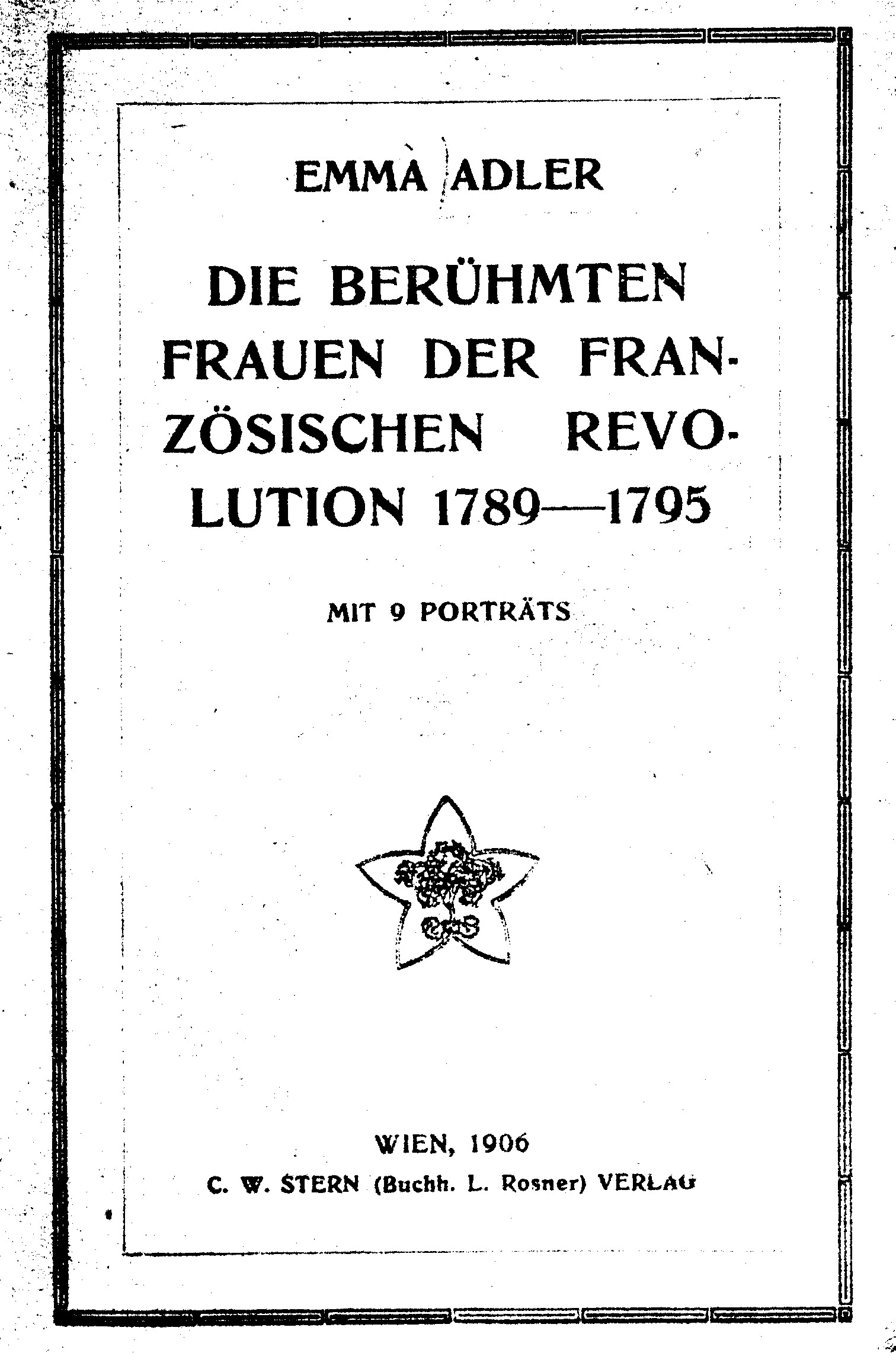
Emma Adler: Die berühmten Frauen der französischen Revolution 1789–1795. Titelblatt

## Leben
Emma Braun war eine Tochter des Eisenbahnunternehmers Ignaz Braun und der Ida Neubrunn. Die Familie zählte zum liberalen jüdischen Bürgertum. Von ihren fünf Brüdern wurden sowohl der älteste, Heinrich Braun (1854–1927), als auch der jüngere, Adolf Braun (1862–1929), Politiker der Sozialdemokratie im Deutschen Reich bzw. in der Weimarer Republik.
Als Sechsjährige wurde Emma eigenen Angaben zufolge Opfer sexuellen Missbrauchs und hielt sich danach für keine Jungfrau mehr und daher nicht für heiratsfähig. Als 16-Jährige wandte sie sich dem Sozialismus zu.
Sie war die Ehefrau des Arztes und Politikers Victor Adler († 1918), der die Sozialdemokratische Arbeiterpartei Österreichs begründete. Im Jahr 1878 lernte sie ihn kennen, als er als Arzt an der Psychiatrischen Klinik des Allgemeinen Krankenhauses in Wien arbeitete und danach Armenarzt wurde, bevor er politisch aktiv wurde. Die beiden heirateten im gleichen Jahr. Sie bekam drei Kinder, unter denen das erstgeborene, Friedrich Adler (1879–1960), später herausragte; ihm folgten Marie (* 1881) und Karl (* 1885). Emma Adler befasste sich intensiv mit Literatur. 1887 veröffentlichte sie ihr Werk Goethe und Frau von Stein.
1882 bis 1889 befanden sich Wohnung und Arztpraxis im 9. Wiener Gemeindebezirk im von Adlers Vater ererbten Haus in der Berggasse 19. (Es wich danach einem neuen Mietwohnhaus, in das 1891 u. a. Sigmund Freud einzog, durch den die Adresse weltbekannt wurde.) Zum frühen Freundeskreis des Ehepaars zählten Susanne Böck zufolge Engelbert Pernerstorfer, Gustav Mahler und Hermann Bahr.
Victor Adler wurde 1888/89 Gründer und Vorsitzender der Sozialdemokratischen Arbeiterpartei (SDAP) Österreichs, als es ihm gelang, zwei linke politische Strömungen in einer Partei zusammenzuführen. Sein Vermögen wurde bei seiner Arbeit für die Sozialdemokratie sukzessive aufgebraucht; Emma Adler fühlte große Unsicherheit. Dazu kam der in Wien grassierende Antisemitismus, auch unter den Freunden Viktor Adlers. Die Familie wurde trotz ihres Wechsels zum Protestantismus angefeindet.
1891 konnte Emma Adler ihre Mehrfachrolle als Mutter, Förderin ihres Ehemannes und Autorin nicht mehr bewältigen, zudem hatte die Familie finanzielle Schwierigkeiten. Sie erlitt einen psychischen Zusammenbruch. Eine Nervenkrise zu erleiden erschien in der damaligen bürgerlichen Gesellschaft als „legitimer Protest gegen widrige Lebensumstände“ (Böck). Emma Adler verbrachte viel Zeit in Nervenheilanstalten und Kuranstalten; nach zwei, drei Jahren hatte sie sich erholt. Danach hatte sie wieder eine produktive Phase mit Übersetzungen und journalistischen Arbeiten und war im Arbeiterbildungsverein Gumpendorf als Fremdsprachenlehrerin für Englisch und Französisch tätig.
Emma Adler arbeitete als Journalistin und Übersetzerin für die von ihrem Ehemann 1886 reaktivierte Zeitschrift Gleichheit. Sozialdemokratisches Wochenblatt und für deren Nachfolgerin, die 1889 von Adler gegründete Arbeiter-Zeitung, die ab 1895 täglich erschien. Außerdem war sie als Lektorin für die Jugendbeilage der Arbeiterinnen-Zeitung tätig.
Um 1900 stellte sich heraus, dass Emmas Tochter Marie Adler eine nicht heilbare geistige Krankheit hatte. 1905 wurde Victor Adler zum ersten Mal in den Reichsrat, das Parlament Altösterreichs, gewählt, dem er bis 1918 angehörte. 1906 kam Emma Adlers Hauptwerk Die berühmten Frauen der französischen Revolution heraus, 1907 erschien ihre Biografie über Jane Welsh Carlyle, die Ehefrau des englischen Historikers und Philosophen Thomas Carlyle.
1916 erschoss Emmas Sohn Friedrich mitten im Ersten Weltkrieg den diktatorisch regierenden k.k. Ministerpräsidenten Karl Graf Stürgkh. Er wurde nach einem Aufsehen erregenden Prozess zum Tod verurteilt, von Kaiser Karl I. zu Gefängnis begnadigt und vom Monarchen am 1. November 1918 amnestiert.
Viktor Adler war in den letzten zehn Jahren der österreichischen Monarchie einer der wichtigsten Parlamentarier im Reichsrat bzw. dessen Abgeordnetenhaus (auch wenn dieses 1914–1917 vertagt war). Als prominentes Mitglied der Provisorischen Nationalversammlung für Deutschösterreich war er vom 22. Oktober 1918 an trotz seiner Herzkrankheit intensiv an den Vorbereitungen zur Ausrufung der Republik am 12. November 1918 beteiligt und übernahm am 30. Oktober noch das Amt des Außenministers von Deutschösterreich, starb jedoch am 11. November 1918, am Tag der Verzichtserklärung des Kaisers auf jeden Anteil an den Staatsgeschäften.
Die Aufregungen in der Familie und besonders der frühe Tod ihres Mannes, der in der Republik zu den Spitzenpolitikern gehören sollte, verursachten bei Emma Adler tiefe Depression, die erst mit ihrer Übersiedlung in die Schweiz vorbei war.
1925 übersiedelte sie zu Sohn Friedrich nach Zürich. Die von ihr für 1933 geplante Herausgabe einer Biografie Victor Adlers konnte erst 1968 durch andere Autoren unter dem Titel Victor Adler im Spiegel seiner Zeitgenossen erfolgen.

## Rezeption
Hermann Bahr widmete Emma Adler 1887 den Einakter La marquesa d’Amaegui. Eine Plauderei.
Für die Maria des Altarbildes der Pfarrkirche zum hl. Mauritius in Nußdorf am Attersee saß Emma Adler, die dort auf Sommerfrische war, dem akademischen Maler Emanuel Oberhauser Modell. Angeblich wurde dies von der Dorfbevölkerung akzeptiert, weil auch Maria eine Jüdin gewesen sei.
Friedrich Adler hatte Familienpapiere, darunter die Aufzeichnungen und Briefe Emma Adlers, während des Krieges in einem Keller in Frankreich eingemauert. Der Nachlass Emma Adlers wurde 1960, als ihr Sohn Friedrich dort starb, von Zürich nach Wien transferiert. Der Nachlass beinhaltet Korrespondenzen von Emma Adler mit Victor und Fritz Adler (1902–1925), sowie mit der befreundeten Familie Braun (1904–1925). Weitere Briefwechsel mit Anna Pernerstorfer, Adelheid Popp und diversen Anderen aus dem Zeitraum 1898–1935. Der größte Teil der Archivalien besteht neben persönlichen Dokumenten und Notizen, vorwiegend aus biographischen Manuskripten von Emma Adler. Die neun Kartons befinden sich im Verein für Geschichte der Arbeiterbewegung.

## Werke
Emma Adler publizierte auch unter den Pseudonymen Marion Lorm und Helene Erdmann; die Zuschreibung Lorms zu Victor Adler als Autor ist irrig. Die Kommentare sind einer Arbeit von Susanne Böck entnommen.
- Goethe und Frau v. Stein, 1887
- Edmond und Jules de Goncourt: Germinie Lacerteux, 1864; deutsch: Germinie Lacerteux. Der Roman eines Dienstmädchens. Einzig autorisierte Übersetzung von Emma Adler, Brand, Wien 1896.
- Ivan Sergejevic Turgenev: Gnadenbrot. Schauspiel in 2 Aufzügen. Zum ersten Male ins Deutsche übertragen von Marion Lorm. Schulze, Leipzig 1897.
- Marion Lorm (Pseudonym), Übersetzung: Choderlos de Laclos: Gefährliche Liebschaften, 1899
- Jane Welsh Carlyle: eine Biographie, Akademischer Verlag, Wien 1907, Garamond, Wien u. a. 1996, ISBN 3-85306-007-2 (Adelheid Popp, Heinrich Braun: Indirekte Aufarbeitung ihres eigenen Schicksals)
- Die berühmten Frauen der französischen Revolution 1789–1795, Stern, Wien 1906 (Edith Saurer: Das erste Werk der Frauengeschichtsschreibung in Wien); 2. Auflage hrsg. und mit einem Nachwort versehen von Eva Geber, mandelbaum kritik & utopie, Wien 2014, ISBN 978-3-85476-638-4
- Erinnerungen 1887–1892–1912. In: Gedenkbuch: 20 Jahre Österreichische Arbeiterinnenbewegung, im Auftrag des Frauenreichskomitees herausgegeben von Adelheid Popp, Wien 1912, S. 35–51.
- Feierabend. Ein Buch für die Jugend, Ignaz Brand, Wien 1902.
- Neues Buch der Jugend, Wiener Volksbuchhandlung und Ignaz Brand, Wien 1912.
- Kochschule, Verlag der Wiener Volksbuchhandlung und Ignaz Brand, Wien 1915.
- Arbeiter lernen Fremdsprachen. In: Gewerkschaftskalender, Verlag des Österreichischen Gewerkschaftsbundes, Wien 1963.
- Autobiografie (1913 begonnen, in den letzten Lebensjahren abgeschlossen, unveröffentlicht).